# Willy Derboven
Willy Derboven (Leuven, 19 september 1939 - Tenerife, 22 november 1996) was een Belgisch wielrenner. Hij was beroepsrenner tussen 1961 en 1968. 

## Belangrijkste overwinning
1964
- 5e etappe Tour de France

## Resultaten in voornaamste wedstrijden
| Jaar | Ronde van Italië | Ronde van Frankrijk | Ronde van Spanje |
| ---- | ---------------- | ------------------- | ---------------- |
| 1960 |                  |                     |                  |
| 1961 | opgave           |                     |                  |
| 1962 |                  |                     |                  |
| 1963 |                  | 76e (laatste)       | 42e              |
| 1964 |                  | 68e (1)             | 36e              |
| 1965 |                  |                     | opgave           |
| 1966 |                  | buiten tijd         |                  |
| 1967 | opgave           |                     |                  |
| 1968 |                  |                     |                  |

| Jaar | Milaan-San Remo | Gent-Wevelgem | Parijs-Roubaix | Ronde van Lombardije |
| ---- | --------------- | ------------- | -------------- | -------------------- |
| 1960 |                 |               |                | 80e                  |
| 1961 | 97e             |               | 73e            |                      |
| 1962 |                 | 35e           |                |                      |
| 1963 |                 |               |                |                      |
| 1964 |                 |               |                |                      |
| 1965 |                 |               |                |                      |
| 1966 |                 |               |                |                      |
| 1967 |                 | 42e           |                |                      |
| 1968 |                 | 71e           |                |                      |